# Hans Freiesleben
Karl Johannes (Hans) Freiesleben (* 4. März 1871 in Leipzig; † 1945) war ein Senatspräsident beim Reichsgericht.

## Leben
Sein Vater Georg Freiesleben (1839–1919) war bereits im Kaiserreich Senatspräsident beim Reichsgericht. Der Sachse Freiesleben wurde 1894 Referendar und 1898 Gerichtsassessor. Während seines Studiums wurde er Mitglied beim Verein Deutscher Studenten Leipzig. Er wurde promoviert. 1902 wurde er Landrichter in Leipzig. 1909 wurde er dort zum Landgerichtsrat befördert und 1914 zum Landgerichtsdirektor. Am 1. Oktober 1918 wurde er bei der Reichsanwaltschaft als Hilfsarbeiter tätig. Am 10. März 1919 erfolgte die Ernennung zum Reichsanwalt. 1928 wurde er an das Reichsgericht berufen. Er arbeitete zunächst im VII. Zivilsenat des Reichsgerichts. 1934 wurde er zum Senatspräsidenten des I. Strafsenats ernannt. 1937 trat er in den Ruhestand.
Er war Mitarbeiter im Kommentar zum Reichsstrafgesetzbuch von Justus von Olshausen in der 11. (1927) und 12. Auflage (1942).
Der deutsche Geophysiker, Astronom und Nautiker Hans-Christian Freiesleben (1903–1985) war sein Sohn.